# 威廉·奧古斯特 (薩克森-艾森納赫)
威廉·奧古斯特 （德語：Wilhelm August，1668年11月30日—1671年2月23日））是薩克森-艾森納赫公爵（1668年－1671年在位）。
威廉·奧古斯特出生於艾森納赫，是薩克森-艾森納赫公爵阿道夫·威廉和其妻子沃爾芬比特爾親王奧古斯特二世的女兒瑪麗·伊莉莎白的第五位兒子，
根據1662年的協議，他的父親阿道夫·威廉用艾森納赫領地的收入在那裡定居。然而，薩克森-魏瑪公國由他的兄弟共同統治，其中包括他的長兄約翰·恩斯特二世。翌年，阿道夫·威廉與瑪麗·伊莉莎白結婚，試圖尋找繼承人。每年都會誕生一個兒子：卡爾·奧古斯特（Karl August，1664年—1665年）、腓特烈·威廉（Friedrich Wilhelm，1665年）、阿道夫·威廉（Adolf Wilhelm，1666年）和恩斯特·奧古斯特·埃德曼（Ernst August Erdmann，1667年—1668年），但他們都早夭。阿道夫·威廉本人於1668年11月21日去世。威廉·奧古斯特於父親逝世後九日誕生，在叔父約翰·格奧爾格監護下繼承父親的薩克森-艾森納赫公國。
然而，威廉·奧古斯特雖然是五兄弟中唯一活到兩歲的人，但他於1671年亦因病去世，留下薩克森-艾森納赫給與約翰·格奧爾格和他的另兩位兄弟薩克森·魏瑪公爵約翰。恩斯特二世和薩克森-耶拿公爵伯恩哈德成為共同統治者。